# Antoine de Salinis
Antoine de Salinis, né le 11 août 1798 à Morlaàs (Basses-Pyrénées) et mort à Auch (Gers) le 30 janvier 1861, est un homme d'Église français, évêque d'Amiens de 1849 à 1856, puis archevêque d'Auch jusqu'en 1861.

## Biographie

### Enfance et éducation
Antoine est né le 11 août 1798 à Morlaàs, autrefois capitale du Béarn. Ses parents, Jacques de Salinis et Catherine de Bousquet sont issus d'une des plus anciennes familles de cette province qui avait donné plusieurs évêques à l'Église. Son père était lui-même chanoine de la cathédrale de Lescar avant son mariage. 
Vers l'âge de huit ans, l'éducation d'Antoine est prise en charge par l'abbé Lacoste, curé de Momuy, tandis qu'il réside au château de Momuy, qui appartient à l'un de ses oncles maternels.
À dix ans, il est d'abord scolarisé au collège d'Aire-sur-l'Adour puis il entre au séminaire Saint-Sulpice en 1815. Reconnu doué, il y est nommé chef des catéchismes de 1822 à 1828. Il est ordonné prêtre le 11 août 1822.  

### Collaboration avec Félicité de La Mennais
Pendant son séjour à Saint-Sulpice, il fait la connaissance de Félicité de La Mennais, qui est alors un écrivain reconnu pour la publication du premier volume du livre Essai sur l'indifférence en matière de religion. M. Teysseyre, directeur du séminaire, est aussi le confesseur de l'abbé de La Mennais. C'est sur les conseils du directeur du séminaire qu'Antoine de Salinis lit et prend connaissance du premier volume de l'Essai, ouvrage en quatre volumes qui défend un système philosophique et théologique nouveau, celui du sens commun. 
L'abbé de Salinis, trouve un grand intérêt à la lecture du livre, et il communique par écrit ses remarques à l'abbé de La Mennais, devenant ainsi, l'un de ses principaux relecteurs. Ce dernier lui envoie ses manuscrits avant publication et notamment celui publié après les Essais, à savoir : Défense de l'Essai sur l'indifférence en matière de religion. Au même moment, Antoine de Salinis donne une conférence à la Sorbonne sur le système du Sens commun, et ce texte est intégré en annexe de l'ouvrage dans le dernier chapitre, à la demande de Félicité de La Mennais, convaincu par le style d'écriture d'Antoine de Salinis.  

Dans ce chapitre, Antoine de Salinis répond au « cogito ergo sum » (« Je pense, donc je suis ») de Descartes, qui prône la supériorité de la raison individuelle sur les vérités généralement admises, qualifiées dans son écrit de « sens commun ». Il définit le sens commun ainsi :  

« il existe des vérités communes à tous les esprits, lien nécessaire de la société des hommes considérés en tant qu'êtres raisonnables ; c'est là un fait sensible et dont tout le monde convient. Ces vérités, admises par tous les hommes, et qui forment le fond de la raison humaine, sont ce qu'on appelle le sens commun. On dit d'un homme qui, sur les principes universels, croit comme le reste des hommes, qu'il a le sens commun ; on dit d'un homme qui doute des vérités généralement admises, qu'il n'a pas le sens commun, qu'il a perdu la raison, qu'il est fou.Tout homme que la folie n'a pas exclue de la société des êtres raisonnables, connait donc avec certitude une foule de vérités nécessaires au commerce de la vie et à sa propre conservation. (...) C'est ici qu'il est impossible de méconnaitre l'action de la raison sociale sur la raison individuelle. »

### Aumônerie du collègeHenriIV
Denis Frayssinous, qui préside à l'instruction publique en tant que grand maitre de l'Université, confie la fonction de premier aumônier du lycée Henri-IV à Antoine de Salinis qui avait fait ses preuves en tant que catéchiste de Saint-Sulpice. Il désigne son ami Philippe Gerbet en tant que deuxième aumônier.  
Antoine de Salinis quitte alors le séminaire pour démarrer le travail dans l'enseignement âgé de 24 ans. En tant qu'aumônier, il organise des conférences religieuses, avec un programme étalé sur trois ans. Il s'agit de conférences polémiques, où il part de préjugés et de sophismes pour étayer son propos. La première année est consacrée à la démonstration de la divinité du christianisme, la deuxième année à l'autorité divine de l’Église, et la troisième année, à la religion considérée dans ses rapports avec l'ordre temporel.

### Fondation du journalMémorial catholique(1824)

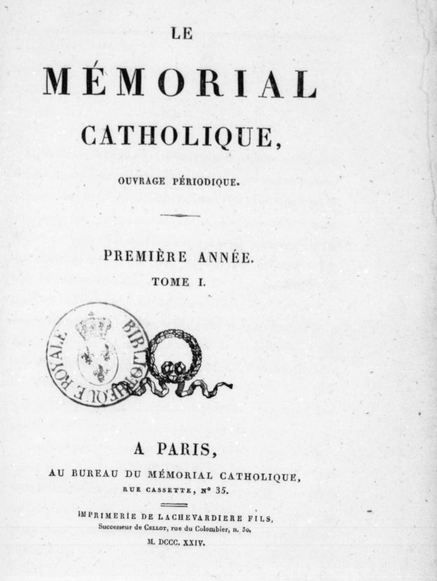
Couverture du premier numéro du journal Le Mémorial catholique

En France, dans les années 1820, il n'y a qu'un seul journal consacré à la défense des intérêts religieux. Il s'agit de la revue L'Ami de la religion et du roi . Mais ce journal n'aborde pas les questions philosophiques, littéraires, sociales avec beaucoup d'amplitude. Ainsi, plusieurs personnes ont l'idée de créer un journal avec des articles plus étoffés sur ces sujets. 
En janvier 1824, Antoine de Salinis lance avec Philippe Gerbet, la fondation du journal intitulé Mémorial catholique. C'est un journal périodique, consacré à la doctrine catholique et son adaptation en littérature, en philosophie, en théologie. Ce journal est encouragé par Félicité de La Mennais. D'autres personnalités soutiennent et participent au projet : Louis de Bonald, Charles-Louis de Haller, le Comte Arsène O'Mahony, l'abbé René-François Rohrbacher ou encore, Thomas Gousset et Henri Lacordaire. Antoine de Salinis contribue à la rédaction de certains articles, certains portant l'initiale de son nom et d'autres sont anonymes.
La même année, Antoine de Salinis participe à la création de la Société catholique des bons livres.
Il fait partie du cercle des proches de l'abbé Félicité de La Mennais, dont il partage les théories royalistes et ultramontaines, et soutient l'équipe du journal l'Avenir en 1831-1832.

### Direction du collège de Juilly (1828-1841)

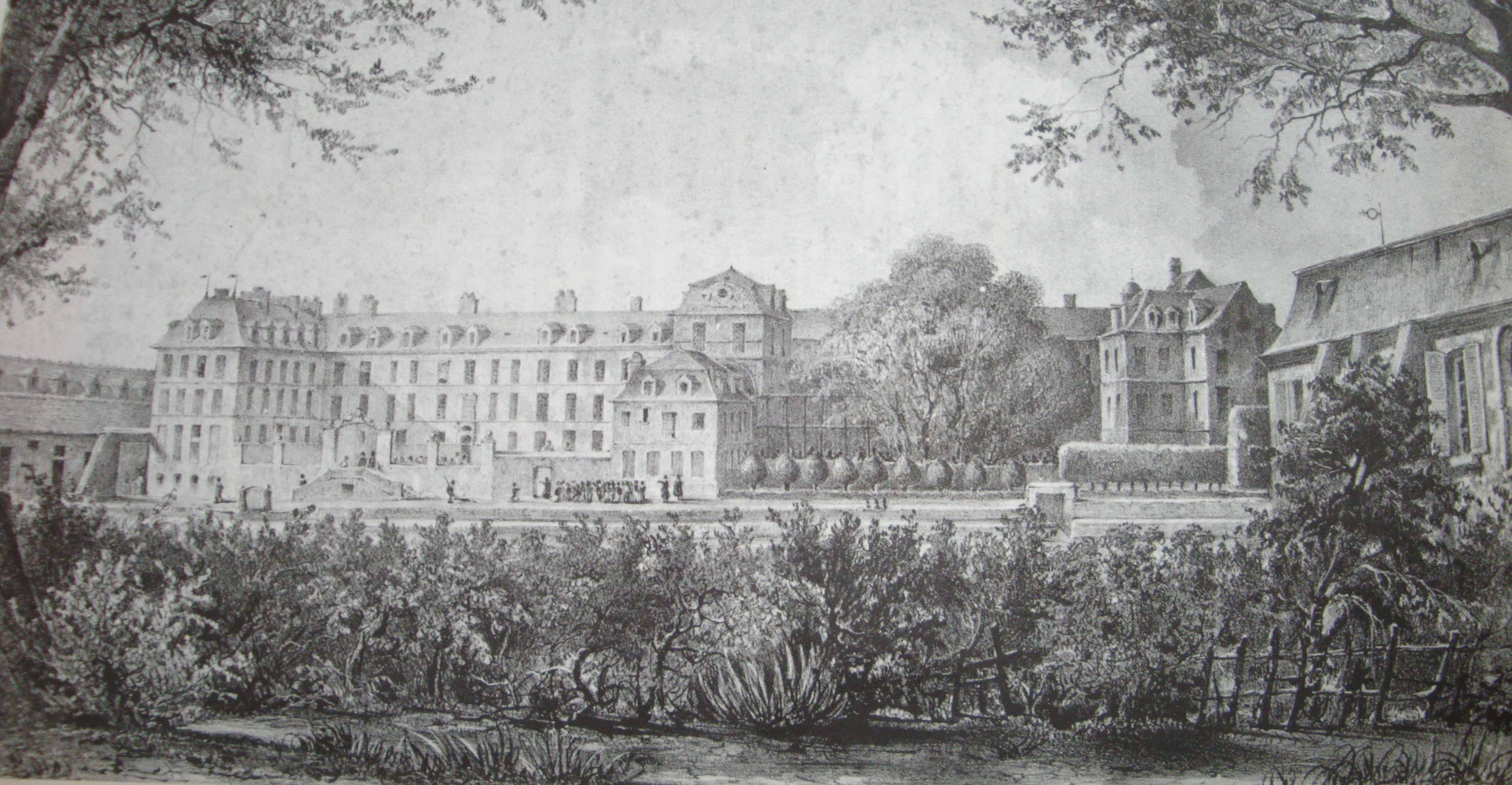
Collège de Juilly (1824)

Avec l'abbé Casimir de Scorbiac, et le soutien de l'abbé Caire, ils rachètent le collège de Juilly. Ils en prennent tous les deux la direction administrative et spirituelle. Ils mettent en œuvre des pratiques pédagogiques innovantes, laissant plus de liberté aux élèves. Le collège ouvre le 15 octobre 1828 avec 240 élèves appartenant surtout à des familles aisées. Le nombre d'élèves augmente l'année suivante, ce qui témoigne du succès de l’équipe considérée comme jeune et dynamique. Casimir de Scorbiac assure la direction tandis qu'Antoine de Salinis est aumônier.  
À la suite des événements politiques de juillet 1830, les études sont interrompues, les élèves renvoyés vers leurs familles, à la rentrée d’octobre leur nombre était réduit de moitié. Pour relancer l'enseignement, ils décident de faire appel aux religieux de la congrégation de Saint-Pierre, par le biais de Philippe Gerbet, afin d'obtenir un cadre spirituel et académique aux études. La congrégation comptait alors une quarantaine de membres, portait les valeurs d'un catholicisme libéral et était animée par Félicité de la Mennais qui bénéficiait alors de la reconnaissance ecclésiastique. En août 1830, Antoine de Salinis, accompagné de l’abbé Blanquart, se rend à la Chénaie pour en discuter avec Félicité de la Mennais. La communauté de la Chénaie se déplace alors à Juilly.  
La collaboration entre Casimir de Scorbiac et Antoine de Salinis à la direction du collège de Juilly, dure de 1828 à 1841. 

### Directeur de la revue l'Université catholique
En 1836, il fonde la revue L'Université catholique avec l'abbé Philippe Gerbet, l'abbé Casimir Scorbiac, Edmond de Cazalès et le comte de Montalembert. Il en assure la direction. Par cette revue, ils essaient de regrouper les penseurs et savants chrétiens capables de présenter la religion et de montrer son adaptation pour résoudre les problèmes de l’époque contemporaine. 

### L'agence générale pour la défense de la liberté religieuse (1830)
Durant son travail d'aumônier, il participait à l'animation, tous les dimanches, de conférences de polémique religieuse. Ces discussions ont servir de point de départ pour fonder une association qui se charge de défendre la religion catholique, notamment dans la sphère scolaire. En 1830, l’Agence générale pour la défense de la liberté religieuse est organisée en association. Pour la création, Antoine de Salinis est entouré de Félicité de la Mennais, Philippe Gerbet, Henri Lacordaire, Charles de Coux, Charles de Montalembert. Plusieurs des donateurs sont associés à la démarche. Le premier acte de cette agence est de présenter aux chambres une pétition en faveur de la liberté de l’enseignement, ce qui aura comme conséquence, de provoquer 300 autres pétitions similaires dans plusieurs départements. Toute cette action donna lieu à des débats célèbres jusque devant la Chambre des pairs et entame le processus qui devait aboutir, vingt ans plus tard, à la loi Falloux.

### Professorat à la faculté de théologie de Bordeaux (1842)
En 1841, il est nommé vicaire général du cardinal Donnet à Bordeaux, en même temps que Casimir de Scorbiac, à leur retour du pèlerinage à Rome où ils ont été reçus par le pape Grégoire XVI. Son biographe, Antoine Ricard, indique également que le 17 janvier 1842, il est nommé par décret royal, professeur à la Faculté de théologie, étant chargé de la chaire d’écritures saintes,.
De plus, il organise, avec son ami Casimir de Scorbiac, un salon hebdomadaire autour de questions sociales.

Il est candidat à l'assemblée constituante de 1848, motivant ainsi sa candidature dans la lettre adressée aux électeurs sous forme de circulaire électorale : 

« L'agriculture, le commerce, l'industrie, le travail, tous les intérêts de la société auront leurs représentants spéciaux dans l'Assemblée nationale. Il importe que la religion y ait les siens. »

Cependant, avec 44 196 voix, il n'est pas élu.

### Épiscopat d'Amiens (1849-1856)
Il est nommé évêque d'Amiens le 7 février 1849. Resté proche des catholiques libéraux après la rupture de La Mennais en 1834, il obtient sa nomination à l'évêché d'Amiens grâce à l'appui du comte de Montalembert. D'abord partisan d'une restauration légitimiste, il évolue après le coup d'État du 2 décembre 1851 : il se rallie en effet au régime autoritaire du prince-président, futur empereur Napoléon III qui le fait nommer officier de la légion d'honneur.
Il assure la fonction d’évêque durant sept ans. Durant ces années, il fait restaurer la cathédrale d'Amiens, il prend part au premier concile de la province de Reims, qui a lieu l'année de son sacre, ainsi qu'au deuxième concile qui a lieu à Amiens en 1853. En 1854, il assiste à Rome à la proclamation du dogme de l'Immaculée Conception de la Sainte Vierge.
Il porte à Rome les actes de cette assemblée et rapporte les reliques d'Aurélie Theudosie, qui est la femme d'Aurélius Optatus et a été canonisée car elle est la première chrétienne d'Amiens dont le nom soit connu et qui a connu le martyr des premiers chrétiens. Les reliques ont été trouvés en 1842 dans les catacombes Saint-Hermès de Rome et c'est à la suite des négociations d'Antoine de Salinis, accompagné de Charles de L'Escalopier, qu'ils obtiennent l'accord du pape afin de les rapporter dans la ville où elle était née. À la suite de cela, lors de la restauration de la cathédrale par Eugène Viollet-le-Duc, une chapelle dédiée à Sainte-Theudosie est construite autour du chœur de la cathédrale Notre-Dame d'Amiens. Un des vitraux représente Antoine de Salinis et Charles de L'Escalopier.

### Épiscopat d'Auch (1846-1861)
Il est nommé archevêque d'Auch en 1856. Durant son épiscopat, il développe les études ecclésiastiques, il établit une caisse de retraite pour les prêtres infirmes.
En 1859, il fonde le Comité d'histoire et d'archéologie de la province ecclésiastique d'Auch, société savante composée d'ecclésiastiques qui œuvrent pour consigner par écrits des faits d'histoire locale. Il crée un musée diocésain ainsi qu'une revue périodique consacrée à l'étude du patrimoine local.

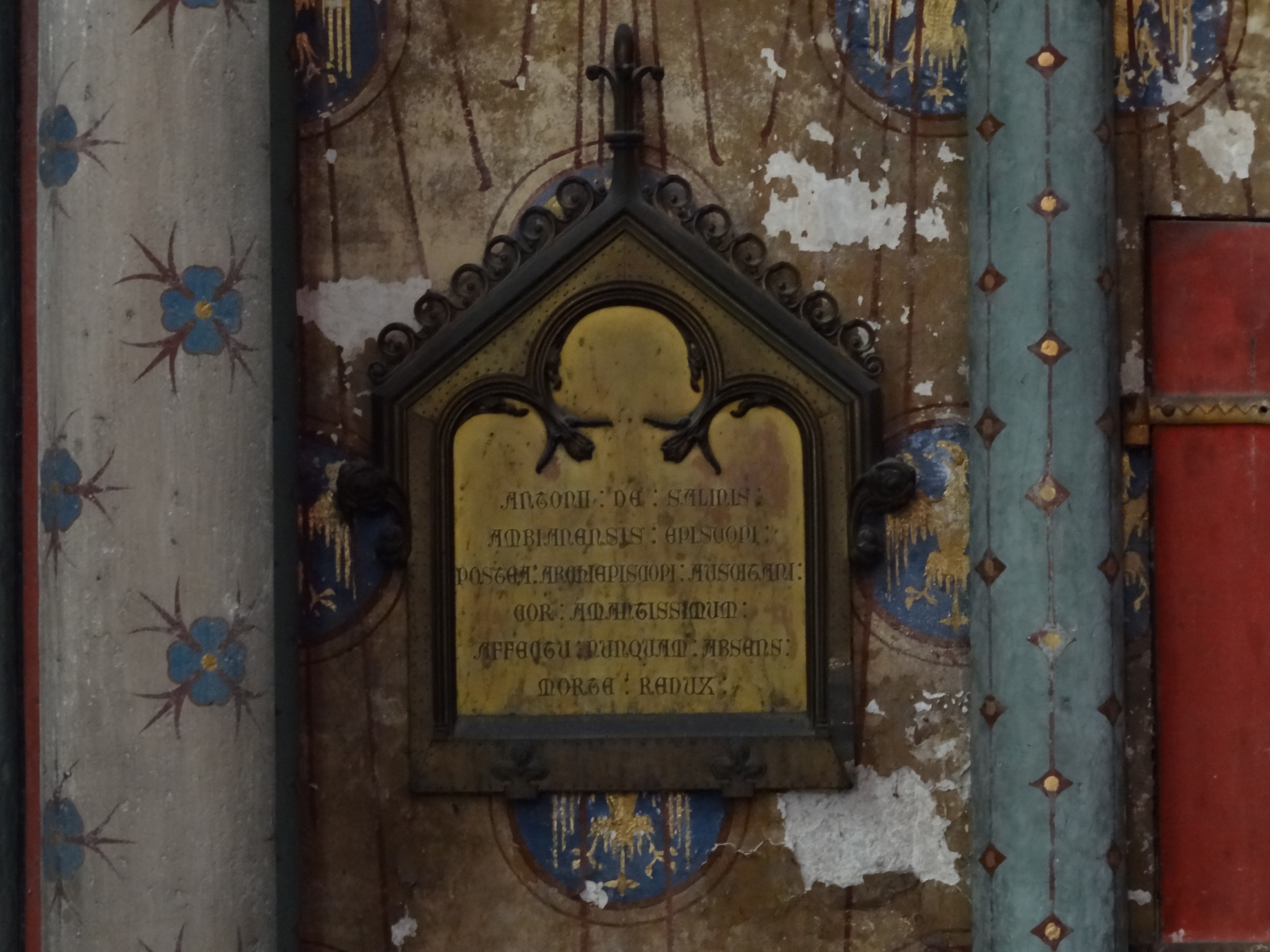
Le carditaphe d'Antoine de Salinis dans la chapelle Sainte-Theudosie de la cathédrale d'Amiens (Somme).

Après sa mort à Auch, le 30 janvier 1861, son oraison funèbre est prononcée par Philippe Gerbet, évêque de Perpignan. Tandis que son corps est inhumé dans la cathédrale d'Auch, son cœur est rapatrié à Amiens pour être placé dans le mur de la chapelle Sainte-Theudosie de la cathédrale d'Amiens.

## Distinctions
- Chevalier de la Légion d'honneur (12 octobre 1853)[16]

## Armes et devise
D'argent à l'arbre de sinople sur une terrasse du même, accosté à sénestre d'un ours debout de sable jetant du sel d'or de sa patte dextre.
Devise : « Sic sale vivesco ».

## Ouvrages
- Philippe Gerbet, Antoine de Salinis (dir.) et Casimir de Scorbiac (dir.), Précis de l'histoire de la philosophie, Paris, L. Hachette, 1841, 424 p. (BNF 31338775, lire en ligne). Le livre est rédigé par Philippe Gerbet, mais il ne parait pas sous le nom de l’auteur qui le voulait anonyme. Cependant, les libraires considérant que cela infléchirait les ventes du livre, ont pris le parti d'indiquer en couverture publié par MM. de Salinis et de Scorbiac, alors directeurs du collège de Juilly, pour éviter l'anonymat[18].
- Le livre de Sainte Theudosie, Amiens, 1854, 223 p. (BNF 36387668, lire en ligne)